# Estland op de Olympische Jeugdzomerspelen 2010
Estland nam deel aan de Olympische Jeugdzomerspelen 2010 in Singapore, de eerste editie van de Olympische Jeugdspelen.

## Deelnemers en resultaten
(m) = mannen, (v) = vrouwen 

### Atletiek
| Olympiër     | Discipline      | Resultaat | Prestatie |
| ------------ | --------------- | --------- | --- |
| Joosep Piho  | speerwerpen (m) | 15e       | kwalificatie: 49,18 m pr (12e) (49,18 - 46,97 - 63,15 - 66,70) B-finale: 51,31 m pr (7e) (51,37 - 37,02 - x - ) |
|              |                 |           | |
| Kaia Soosaar | verspringen (v) | 4e        | kwalificatie: 6,04 m (2e) (5,96 - x - 6,04 - 5,80) A-finale: 6,15 m pr (x - x - 6,10 - 6,15 )                   |

### Judo
| Olympiër                   | Discipline    | Resultaat           | Prestatie |
| -------------------------- | ------------- | ------------------- | --- |
| Natalia Rak                | tot 63 kg (v) | 4e ronde herkansing | 2R: verloor van JPN Miku Tashiro 3R herkansing: won van CRC Andrea Guillen 4R herkansing: verloor van TUR Dilara Incedayi |
|                            |               |                     | |
| Natalia Rak team Barcelona | gemengd team  | 1e ronde            | 1R: 3-5 team Barcelona verloor van LTU Laura Naginskaite                                                                  |

### Roeien
| Olympiër   | Discipline | Resultaat | Prestatie                                                                                                |
| ---------- | ---------- | --------- | --- |
| Eglit Vosu | skiff (v)  | 15e       | 1R serie 2: 4.01,25 (5e) 1R herkansing: 4.04,16 (4e) HF C/D serie 1: 4.13,50 (2e) C-finale: 4.11,47 (3e) |

### Zeilen
| Olympiër   | Discipline      | Resultaat | Prestatie                                              |
| ---------- | --------------- | --------- | ------------------------------------------------------ |
| Nikita Rom | plankzeilen (m) | 15e       | 152 punten (170-18) (14-17-18-17-17-18-15-17-13-11-13) |

### Zwemmen
| Olympiër         | Discipline       | Resultaat | Prestatie                                               |
| ---------------- | ---------------- | --------- | ------------------------------------------------------- |
| Pjotr Degtjarjov | 50 m vrij (m)    | 9e        | 1R serie 7: 23,53 (2e; 8e tijd) HF serie 2: 23,37 (5e)  |
| Pjotr Degtjarjov | 100 m vrij (m)   | 16e       | 1R serie 6: 51,85 (3e; 15e tijd) HF serie 1: 52,67 (8e) |
| Timo Vaimann     | 50 m school (m)  | 11e       | 1R serie 2: 30,37 (4e; 11e tijd) HF serie 2: 30,75 (6e) |
| Timo Vaimann     | 100 m school (m) | 22e       | 1R serie 3: 1.06,73 (7e)                                |
|                  |                  |           |                                                         |
| Katriin Kersa    | 50 m vrij (v)    | 20e       | 1R serie 8: 27,20 (7e)                                  |
| Katriin Kersa    | 100 m vrij (v)   | 41e       | 1R serie 2: 1.01,13 (2e)                                |

Afghanistan · Albanië · Algerije · Amerikaanse Maagdeneilanden · Amerikaans-Samoa · Andorra · Angola · Antigua en Barbuda · Argentinië · Armenië · Aruba · Australië · Azerbeidzjan · Bahama's · Bahrein · Bangladesh · Barbados · België · Belize · Benin · Bermuda · Bhutan · Bolivia · Bosnië en Herzegovina · Botswana · Brazilië · Britse Maagdeneilanden · Brunei · Bulgarije · Burkina Faso · Burundi · Cambodja · Canada · Centraal-Afrikaanse Republiek · Chili · China · Chinees Taipei · Colombia · Comoren · Congo-Brazzaville · Congo-Kinshasa · Cookeilanden · Costa Rica · Cuba · Cyprus · Denemarken · Djibouti · Dominica · Dominicaanse Republiek · Duitsland · Ecuador · Egypte · El Salvador · Equatoriaal-Guinea · Eritrea · Estland · Ethiopië · Fiji · Filipijnen · Finland · Frankrijk · Gabon · Gambia · Georgië · Ghana · Grenada · Griekenland · Groot-Brittannië · Guam · Guatemala · Guinee · Guinee‑Bissau · Guyana · Haïti · Honduras · Hongarije · Hongkong · Ierland · IJsland · India · Indonesië · Irak · Iran · Israël · Italië · Ivoorkust · Jamaica · Japan · Jemen · Jordanië · Kaaimaneilanden · Kaapverdië · Kameroen · Kazachstan · Kenia · Kirgizië · Kiribati · Koeweit · Kroatië · Laos · Lesotho · Letland · Libanon · Liberia · Libië · Liechtenstein · Litouwen · Luxemburg · Macedonië · Madagaskar · Malawi · Malediven · Maleisië · Mali · Malta · Marshalleilanden · Marokko · Mauritanië · Mauritius · Mexico · Micronesië · Moldavië · Monaco · Mongolië · Montenegro · Mozambique · Myanmar · Namibië · Nauru · Nederland · Nederlandse Antillen · Nepal · Nicaragua · Nieuw-Zeeland · Niger · Nigeria · Noord-Korea · Noorwegen · Oeganda · Oekraïne · Oezbekistan · Oman · Oostenrijk · Oost‑Timor · Pakistan · Palau · Palestina · Panama · Papoea-Nieuw-Guinea · Paraguay · Peru · Polen · Portugal · Puerto Rico · Qatar · Roemenië · Rusland · Rwanda · Saint Kitts en Nevis · Saint Lucia · Saint Vincent en Grenadines · Salomonseilanden · Samoa · San Marino · Sao Tomé en Principe · Saoedi-Arabië · Senegal · Servië · Seychellen · Sierra Leone · Singapore · Slovenië · Slowakije · Soedan · Somalië · Spanje · Sri Lanka · Suriname · Swaziland · Syrië · Tadzjikistan · Tanzania · Thailand · Togo · Tonga · Trinidad en Tobago · Tsjaad · Tsjechië · Tunesië · Turkije · Turkmenistan · Tuvalu · Uruguay · Vanuatu · Venezuela · Verenigde Arabische Emiraten · Verenigde Staten · Vietnam · Wit-Rusland · Zambia · Zimbabwe · Zuid-Afrika · Zuid-Korea · Zweden · Zwitserland